# Goudkruintiran
De goudkruintiran (Myiodynastes chrysocephalus) is een zangvogel uit de familie Tyrannidae (tirannen).

## Verspreiding en leefgebied
Deze soort komt voor op de oostelijke berghellingen van de Andes van oostelijk Peru tot noordwestelijk Argentinië. 

## Status
De grootte van de populatie is niet gekwantificeerd maar de soort wordt omschreven als algemeen. Op de Rode lijst van de IUCN heeft deze soort de status niet bedreigd.